# 阿里·薩帕拉
穆罕默德·阿里·薩帕拉（1976年2月2日—2021年2月），巴基斯坦登山者，在第二次尝试攀登喬戈里峰途中和其他两名登山者丧生。
薩帕拉是巴基斯坦有名的攀山好手，曾經成功攀登世界上14个八千米以上山峰的其中8个。2016年，他成为世界上第一位在南迦帕尔巴特峰冬天成功登顶的人士。
2018年挑战喬戈里峰成功，3年后与儿子、两名外国队友再度尝试登顶，最终在2021年2月5日失踪。巴基斯坦政府部门在同月18日正式宣布薩帕拉和两名队友死亡。